# Islamic Center of Washington

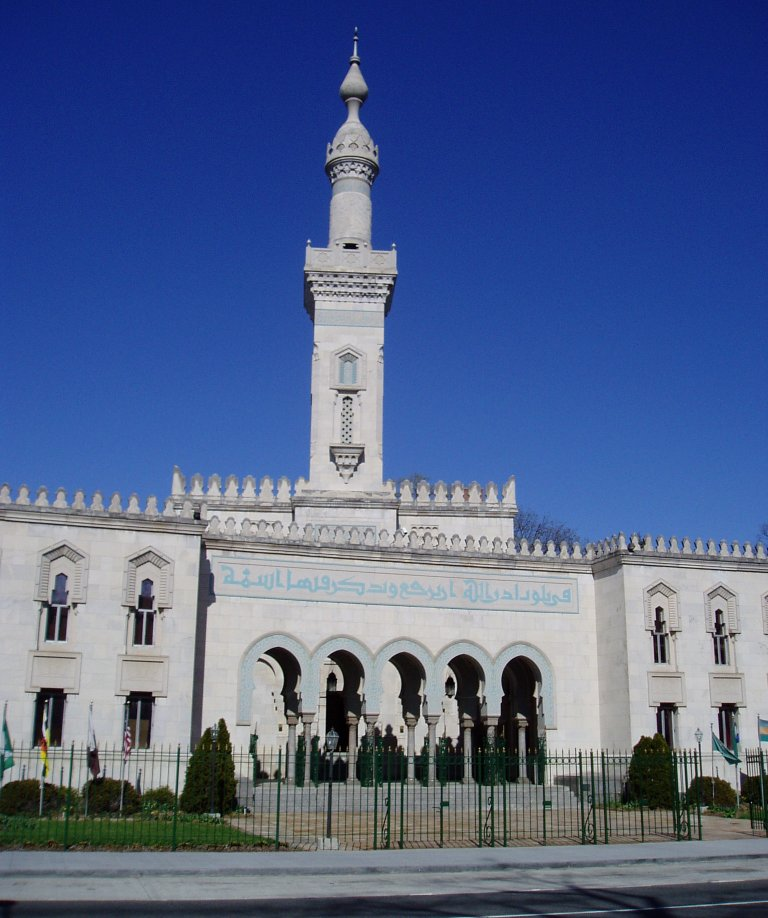
Das Islamic Center of Washington

Das Islamic Center of Washington besteht aus einer Moschee und einem islamischen Kulturzentrum in Washington, D.C., Vereinigte Staaten. Das 1957 eröffnete Center befindet sich in der Embassy Row in der Massachusetts Avenue genau östlich der Brücke über den Potomac. Zur Zeit der Eröffnung galt die Moschee als das größte islamische Gebetshaus der westlichen Hemisphäre. Ungefähr 6.000 Gläubige nehmen am Freitagsgebet teil.
Die Moschee wurde von vielen hohen Würdenträgern besucht, darunter verschiedene Präsidenten. Für große Aufmerksamkeit sorgte der Besuch von Präsident George W. Bush am 17. September 2001, nur wenige Tage nach den Terroranschlägen am 11. September 2001.
Neben der Moschee sind in dem Center eine Bücherei und Unterrichtsräume untergebracht, die für Islamkurse und arabische Sprachkurse genutzt werden.